# Barbara Pas
Barbara Pas (Temse, 1 maart 1981) is een Belgisch Vlaams-nationalistisch politica voor het Vlaams Belang.

## Opleiding

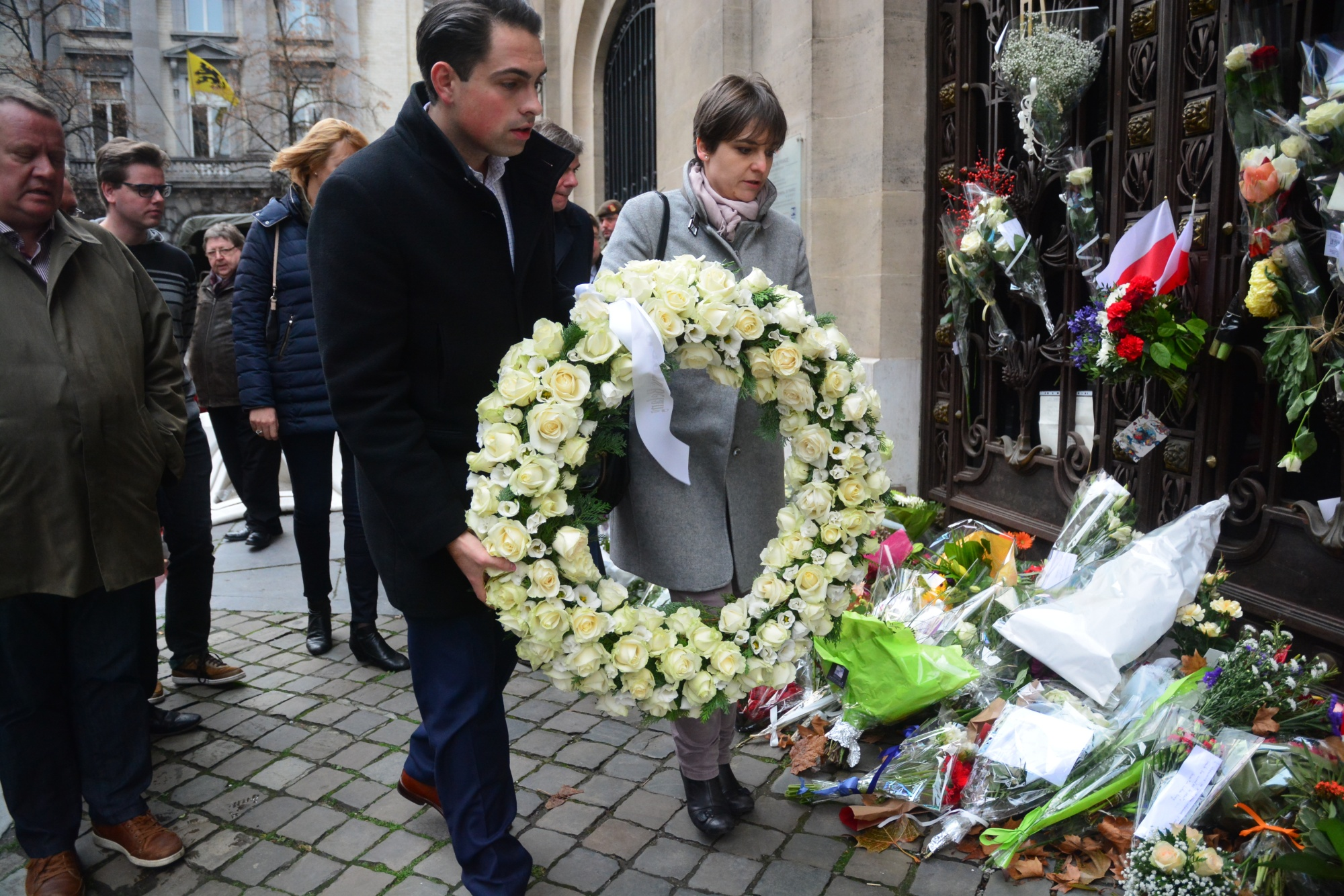
Tom Van Grieken en Barbara Pas leggen krans neer bij de Franse ambassade in Brussel na de aanslagen in Parijs op 15 november 2015.

Na de studie Latijn-wiskunde in de humaniora van het Onze-Lieve-Vrouw-Presentatie in Sint-Niklaas behaalde Barbara Pas in 2004 het diploma van handelsingenieur aan de Katholieke Universiteit Leuven. Van thuis uit Vlaamsgezind nam ze al op jonge leeftijd deel aan de IJzerbedevaart en het Vlaams Nationaal Zangfeest. Tijdens haar studententijd in Leuven engageerde ze zich politiek en was ze actief bij het Katholiek Vlaams Hoogstudentenverbond.

## Werkzaamheden
Onmiddellijk na het behalen van haar diploma werd Barbara Pas medewerkster van de Kamerfractie van het Vlaams Belang, wat ze bleef tot in 2007. In juni 2007 werd ze voor de Kieskring Oost-Vlaanderen verkozen tot lid van de Kamer van volksvertegenwoordigers voor het Vlaams Belang, een functie die ze nog steeds uitoefent. Bij de verkiezingen van 2010, 2014, 2019 en 2024 werd ze telkens als lijsttrekster van de Oost-Vlaamse Kamerlijst van Vlaams Belang herkozen. Ze specialiseerde zich in financiële en economische dossiers en ging zich later ook bezighouden met communautaire dossiers en het beleid rond asiel en migratie. Van oktober 2009 tot maart 2012 was Barbara Pas nationaal voorzitter van de Vlaams Belang Jongeren. Van december 2012 tot januari 2025 was ze nationaal ondervoorzitter van Vlaams Belang, onder het voorzitterschap van Gerolf Annemans en nadien Tom Van Grieken. 
In april 2013 volgde ze Gerolf Annemans, die zijn rol als partijvoorzitter niet langer wou combineren met die van het fractieleiderschap, op als fractieleider in de Kamer van volksvertegenwoordigers voor het Vlaams Belang. Ze bleef dit tot in mei 2014, toen haar partij niet meer over genoeg Kamerleden beschikte om nog een fractie te kunnen vormen. Ze pikte de rol weer op na de verkiezingen 2019, nadat Vlaams Belang wel weer genoeg leden haalde voor een fractie.
Pas is sinds januari 2007 ook gemeenteraadslid van Dendermonde. Tot 2013 was zij er voorzitter van de plaatselijke afdeling van Vlaams Belang. In oktober 2024 behaalde de lokale afdeling van Vlaams Belang onder haar leiding 26,6 procent van de stemmen en behaalde net als CD&V tien zetels in de gemeenteraad. Pas behaalde 4.790 voorkeurstemmen, maar niettemin bleef de partij in de oppositie.
In 2021 publiceerde onderzoeksjournalist Hind Fraihi in haar boek Achter het schild van extreemrechts dat Barbara Pas lid was van de besloten Facebookgroep She Wolves, waarin openlijk opgeroepen werd tot geweld. Pas' partij Vlaams Belang distantieerde zich nadien van dit soort groepen.

## Privé
Met haar eerste echtgenoot, die in 2015 overleed aan kanker, kreeg Pas twee dochters. Enkele jaren later, in 2018, raakte bekend dat ze een relatie had met Bart De Valck, toenmalig voorzitter van de Vlaamse Volksbeweging (VVB). De relatie leidde tot interne wrevel binnen de VVB, omdat volgens sommige bestuurders zo de ongebondenheid van de beweging tegenover de Vlaams-nationalistische politieke partijen in het gedrang kwam. Hierdoor besloot De Valck op te stappen als voorzitter van de VVB.

## Publicaties
- Barbara Pas: De communautaire leegte - Een Vlaams-nationale kroniek uit de Wetstraat - 11 oktober 2014 - 11 oktober 2016, Uitgeverij Egmont, 2016
- Barbara Pas & Chris Janssens: Corona blunderboek, Uitgeverij Egmont, 2020
- Barbara Pas & Lode Vereeck: Bodemloos, Doorbraak Boeken, 2022
- Barbara Pas: Het Communautair Alfabet, Uitgeverij Egmont, 2023

- Gemeinsame Normdatei: 1127073184
- Virtual International Authority File: 9423148947838954950003

Gerelateerde onderwerpen: Partijprogramma · 70-puntenplan · Cordon sanitaire · Racismeklacht